# Silene italica sicula
La silene siciliana (Silene italica subsp. sicula (Ucria) Jeanm.) è una pianta della famiglia delle Caryophyllaceae.

## Descrizione
È una pianta perenne erbacea, emicriptofita, con rosetta di foglie basali e fusto eretto, alto 20–30 cm.
I fiori hanno petali di colore rosa pallido, sporgenti dal calice circa 1 cm, divisi in due lacinie.
Fioritura: aprile-giugno

## Distribuzione e habitat
È una sottospecie di Silene italica presente esclusivamente in Italia meridionale e in Sicilia.
Specie dei boschi termofili caducifogli, a impronta mesoxerofila (cerrete).